# Derince
Derince là một huyện thuộc tỉnh Kocaeli, Thổ Nhĩ Kỳ. Huyện có diện tích 223 km² và dân số thời điểm năm 2007 là 117303 người, mật độ 526 người/km².